# بنای عمارت
بنای عمارت مربوط به دوره صفوی است و در شهرستان کهگیلویه، بخش مرکزی، روستای عمارت واقع شده و این اثر در تاریخ ۲۴ فروردین ۱۳۸۲ با شمارهٔ ثبت ۸۳۴۲ به‌عنوان یکی از آثار ملی ایران به ثبت رسیده است.